# Yazoo (rivière)
Pour les articles homonymes, voir Yazoo (homonymie).
La Yazoo River ou rivière des Yasoux est une rivière de l'État du Mississippi, affluent du fleuve Mississippi.

## Étymologie
Le cours d'eau fut baptisé « rivière des Yasoux » par l'explorateur français, René Robert Cavelier de La Salle, en 1682, d'après le nom de la tribu Yazoo qui vivait à proximité de son embouchure. 

## Géographie
La rivière, formée par la confluence, à Greenwood, des rivières Tallahatchie et Yalobusha, est longue de 302 kilomètres, ce qui en fait le quatrième plus long tributaire de la rive gauche du Mississippi après l'Ohio.
Dans la dernière partie de son cours, la Yazoo River coule parallèlement au Mississippi avant de le rejoindre au nord de Vicksburg; des levées d'alluvions fluviatiles l'empêchant de confluer bien plus en amont avec le grand fleuve. L'espace compris entre les cours de la Yazoo et du Mississippi, appelé le Delta, se révèle être une plaine fertile où domine la culture du coton.

## Histoire

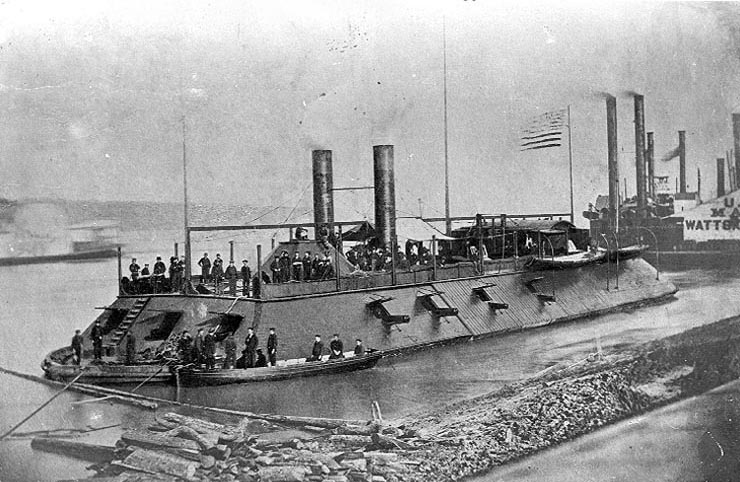
LUSS Cairo, coulé sur la rivière des Yasoux.

La rivière des Yasoux et sa région fut un théâtre du scandale de Yazoo Land partir de 1785, première étape de la conquête de l'ouest.
La rivière a ensuite joué un rôle majeur durant la Guerre de Sécession. Ce fut, à Vicksburg, sur son cours, que fut utilisée pour la première fois dans l'histoire, une mine sous-marine déclenchée électriquement. Le cuirassé fédéral USS Cairo en fut victime, le 12 décembre 1862 ; une section de ce navire a été renflouée et est aujourd'hui exposée au Vicksburg National Military Park. Au total, ce sont plus de 29 épaves de navires coulés durant la guerre civile américaine qui gisent sous les eaux de la Yazoo River.
Avant ce conflit, la rivière jouait un rôle important dans l'économie des États du sud. De nombreuses plantations de coton bordaient ses rives et des bateaux à aubes transportaient la précieuse cargaison jusqu'à La Nouvelle-Orléans.